# The House Without a Key
The House Without a Key (bra A Casa sem Chave) é um seriado estadunidense de 1926, no gênero aventura, dirigido por Spencer Gordon Bennet, em 10 capítulos, com roteiro de Frank Leon Smith baseado num romance de Earl Derr Biggers.
O seriado foi produzido e distribuído pela Pathé Exchange, e veiculou originalmente nos cinemas dos Estados Unidos entre 21 de novembro de 1926 e 23 de janeiro de 1927. Foi baseado no livro homônimo de Earl Derr Biggers, que retrata o fictício detetive havaiano Charlie Chan, sendo essa a primeira vez que o personagem aparece nas telas. Charlie Chan foi retratado nesta sua primeira aparição de tela pelo ator japonês George Kuwa.
The House Without a Key é considerado atualmente perdido.

A estreia no Brasil ocorreu no Cine Espéria, em São Paulo, a 16 de julho de 1927, sob o título “A Casa Sem Chave”.

## Sinopse
Dan Winterslip, um homem rico em Honolulu, não fala com seu irmão, que é dono de um hotel próximo, há mais de vinte anos. Minerva, irmã deles, vem de Boston para tentar conciliá-los. John Quincy Winterslip, sobrinho de Dan, recebe uma carta com a instrução de recuperar uma caixa de um sótão em San Francisco e despejar o conteúdo no oceano. Ele está a bordo de um navio no Havaí, e a caixa lhe é roubada por desconhecidos. Dan Winterslip é assassinado. Charlie Chan, um detetive chinês, oferece-se para ajudar a resolver o assassinato e os mistérios que cercam a caixa. Chan olha para a pessoa cujo relógio de pulso está sem o número três.
Os capítulos seguintes descrevem como Winterclip e a filha de um dos irmãos, Carry Egan (Allene Ray),  são constantemente frustrados nos seus esforços para recuperar a posse da caixa, e o verdadeiro culpado do crime finalmente é identificado no capítulo dez, apropriadamente intitulado "The Culprit" (“O Culpado”).

## Elenco
- Allene Ray … Carry Egan
- Walter Miller … John Quincy Winterclip
- E. H. Calvert … Dan Winterclip
- Betty Caldwell … Barbara Winterclip
- Natalie Warfield … Minerva Winterclip
- Jack Pratt … James Egan
- William Bailey … Harry Jennison (creditado William Norton Bailey)
- Frank Lackteen … Kaohla
- George Kuwa … Charlie Chan
- Harry Semels … Saladine
- Charles West … Bowker (creditado Charles H. West)
- John Cossar … advogado
- Scott Seaton … Detetive
- Cliff Saum … Kennedy
- John Webb Dillon
- Shia Jung … garota chinesa (não-creditada)

## Capítulos
1. The Spite Fence
2. The Mystery Box
3. The Missing Numeral
4. Suspicion
5. The Death Buoy
6. Sinister Shadows
7. The Mystery Man
8. The Spotted Menace
9. Desconhecido
10. The Culprit